# Kim Yasuda
Kim Teru Yasuda, née en 1960 à Oakland, est une artiste américaine.
Elle est surtout connue pour ses sculptures, ses installations in-situ et ses projets publics. Elle travaille les thèmes de la mémoire, de l'identité et de l'engagement dans l'espace public.

## Biographie
Kim Yasuda nait à Oakland en Californie,. Issue de l'immigration japonaise, elle fait partie de la troisième génération à habiter sur le territoire américain.
En 1983, elle obtient un BFA à l'université d'État de San José et un master of Arts à l'université de Californie du Sud en 1988.
Yasuda a reçu des commandes du Los Angeles County Metropolitan Transportation Authority et des villes de Saint-Louis, San José et Hollywood.
Son travail a été exposé au New Museum of Contemporary Art, au Smithsonian American Art Museum, au Musée d'art d'Oakland ou à la galerie Camerawork à Londres.

## Œuvre
Le travail artistique et l'enseignement de Kim Yasuda est ouvert et collaboratif, impliquant souvent les habitants où se situent les projets.
Elle inclut plusieurs medias dans son travail, en particulier la lumière, utilisée notamment pour signifier la mémoire ou une représentation de son paysage intérieur.
En 1994, son œuvre Ascent est installée à Hollywood. Une trentaine de chaussures en bronze, semblant monter en spirale, sont suspendues autour de l'ascenseur en verre d'un parking de quatre étages. L'œuvre, évoqunt le cinéma, est inspirée par les photographies d'Eadweard Muybridge.
En 2001 elle est en résidence pour six mois à Tokyo grâce à une bourse du National Endowment for the Arts. Malgré ses origines japonaises, elle se sent étrangère à ce pays, et essaye de travailler ce décalage. Elle s'intéresse au temps passé dans le métro et à la coexistence de l'espace intime et public dans la culture japonaise.
Son œuvre Hunt + Gather est installée en 2012 au Laumeier Sculpture Park (en). Après des rencontres avec des habitants du quartier, elle crée un îlot accueillant avec des poules pondeuses, des plantes et légumes à partager qui permet à l'émergence de nouvelles communautés.

## Enseignement

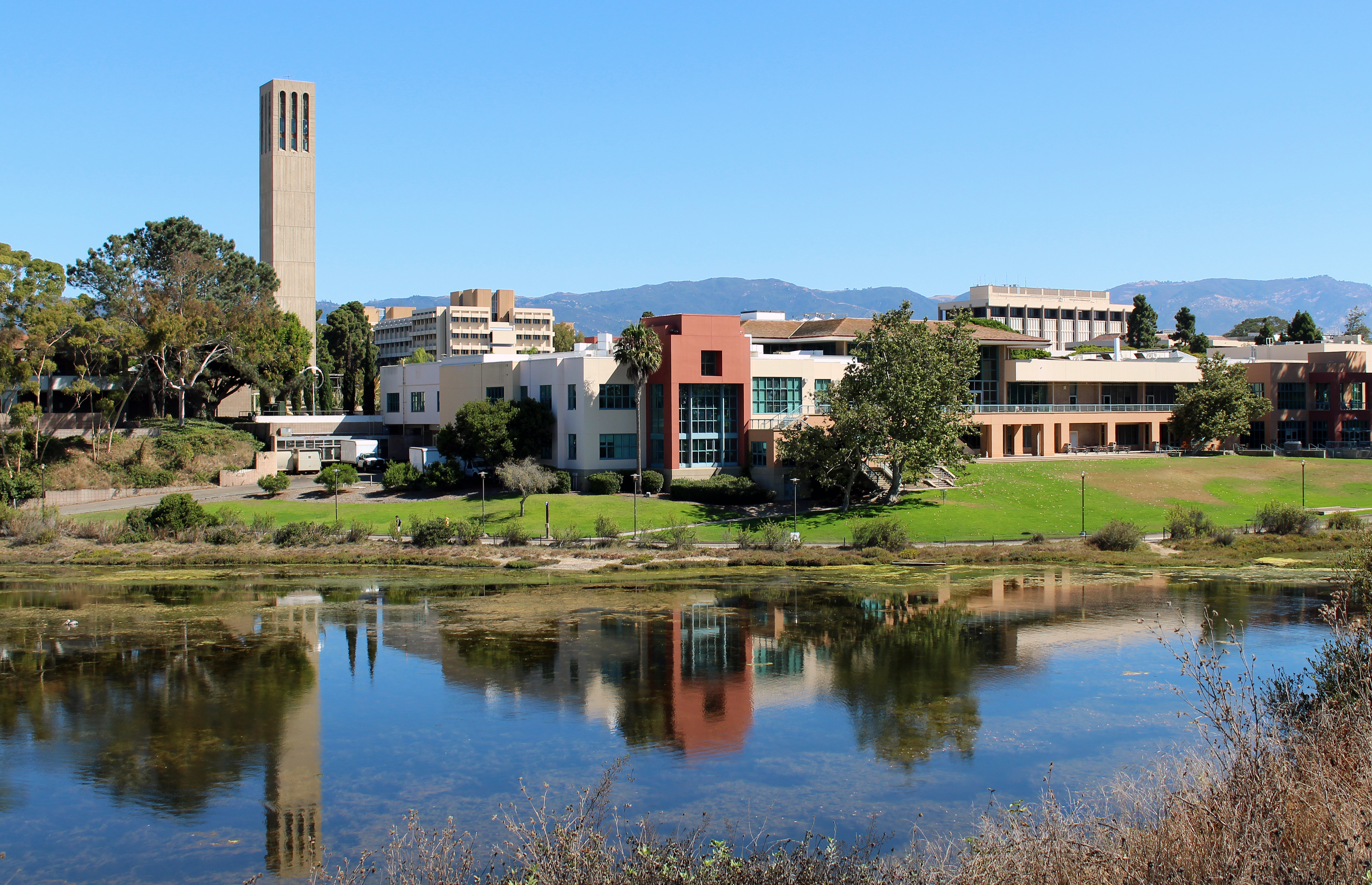
L'université de Californie à Santa Barbara, où enseigne Kim Yasuda.

Kim Yasuda a été codirectrice de l'UC Institute for Research in the Arts (UCIRA).
Elle enseigne la pratique publique au département artistique de l'université de Californie à Santa Barbara (UCSB).
En 2006, elle fait travailler ses étudiants sur une commande publique de la Villa Cesar Chavez, un complexe de logements saisonniers pour ouvriers agricoles à Oxnard, visant à intégrer des œuvres dans l'espace public : une place, un centre communautaire, aménagement de rue…
En 2008, dans le cadre de son cours à l'UCSB, elle crée WORD Magazine, un magazine consacré aux arts et à la culture géré par des étudiants, en lien Isla Vista Arts (en), association promouvant les arts à Isla Vista. Après la tuerie d'Isla Vista, elle crée un cours appelé IVOpenLab, visant à faciliter l'apprentissage actif des étudiants grâce à de l'engagement social, de la recherche et de la participation au sein de la communauté de Vista Isla,.
En 2021, pendant la pandémie de Covid-19, elle fait travailler ses élèves sur un projet qu'elle appelle The Soundscapes of Lockdown (« Les Paysages sonores du confinement »), en réponse à des haïkus de l'artiste Tiffany Chung.

## Récompenses
- 1996 : Prix Anonymous Was A Woman[11]
- 1998 : bourse de la fondation Joan Mitchell[12]